# Alessandro Michele
Alessandro Michele (ur. 25 listopada 1972 w Rzymie) – włoski projektant mody, dyrektor kreatywny Gucci w latach 2015-2022. Jest odpowiedzialny za wszystkie kolekcje Gucci i globalny wizerunek marki. Firma postanowiła powołać go na to stanowisko po dość słabych notowaniach sprzedaży ówczesnej dyrektor Fridy Giannini.

## Życiorys
Urodzony w Rzymie 25 listopada 1972 roku. Studiował projektowanie w prestiżowej Accademia di Costume e di Moda. 
Swoją karierę zawodową rozpoczął projektując dla Fendi akcesoria. Jego talent jednak został zauważony przez Toma Forda, który przekonał go do współpracy z Gucci w 2002 roku – za namową projektanta, Michele rozpoczął pracę w londyńskiej pracowni projektowej Gucci.
W ciągu swojej 12-letniej kariery zawodowej w Gucci, Alessandro pełnił różne role: w 2006 roku został mianowany dyrektorem ds. produktów skórzanych i awansował w maju 2011 roku na stanowisko bliskiego współpracownika ówczesnej dyrektor kreatywnej Fridy Giannini. We wrześniu 2014 roku, przejął dodatkową rolę dyrektora kreatywnego Richarda Ginori – porcelanowej marki nabytej przez Gucci w czerwcu 2013 roku.
Alessandro Michele stał się liderem oferty produktowej i globalnego wizerunku marki Gucci, na nowo definiując luksus spod szyldu Gucci.
Premierą nowej tożsamości marki był pokaz Gucci Men's Fall / Winter 2015-16. Wizja Michele'a związana z Gucci była pokazywana także podczas pokazu damskiej kolekcji jesień/zima 2015-16.
Alessandro Michele jesienią 2022 roku zakończyć pracę w domu mody Gucci.

## Nagrody
- 2015  – Międzynarodowy projektant roku –  British Fashion Awards[5]
- 2016  – Międzynarodowy projektant roku –  British Fashion Awards[6]
- 2016 –  Nagroda organizacji CFDA[7]
- 2017 – Green Award